# Pamětní dvoueurové mince roku 2007

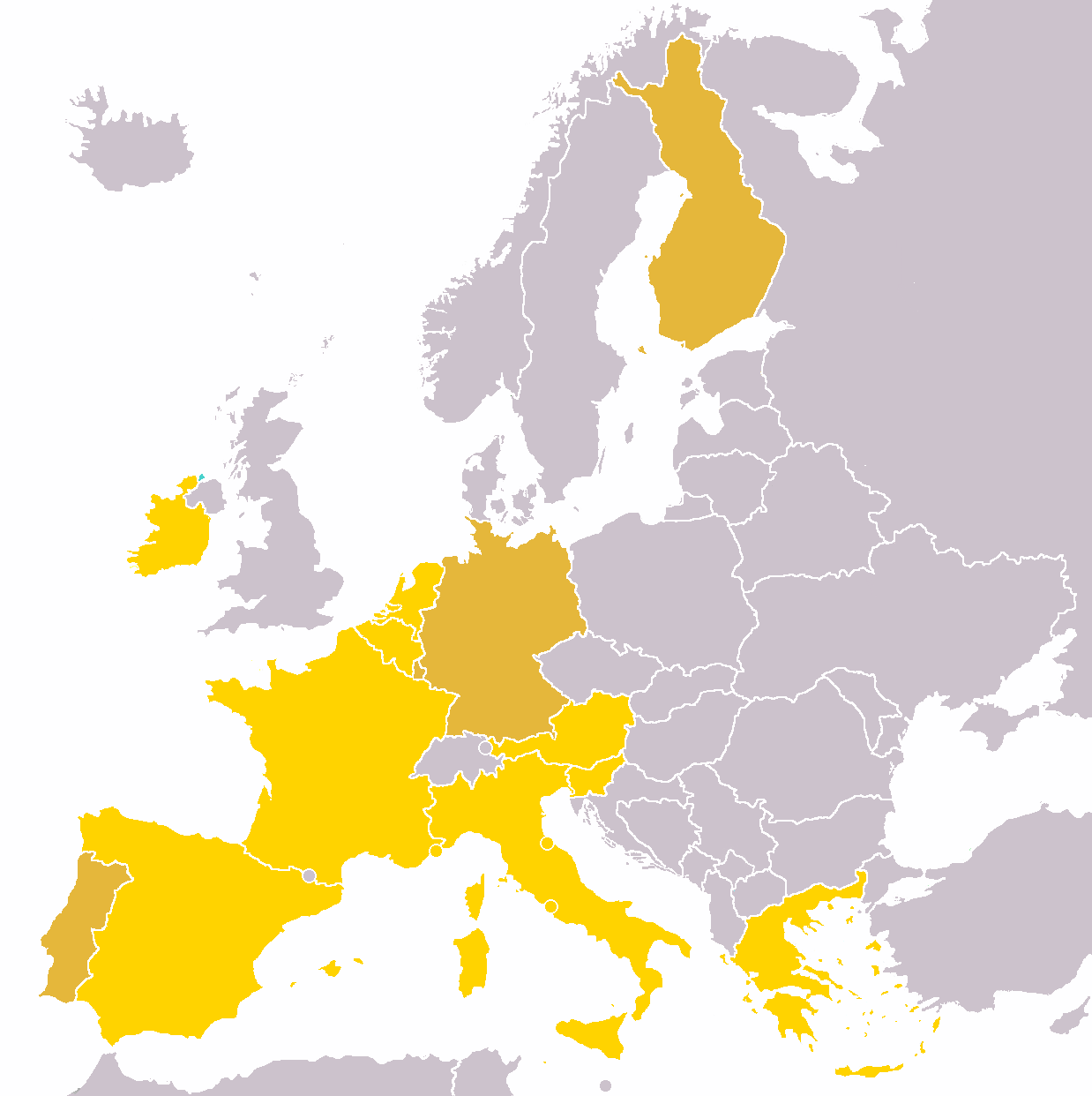
Dvě 2€ pamětní mince
Jedna 2€ pamětní mince
Žádná 2€ pamětní mince
jiný evropský stát

Pamětní dvoueurové mince jsou speciální mince měny euro, které v roce 2007 vydalo sedm států a také všechny státy eurozóny.
Evropská unie dovolila od roku 2004 členským státům eurozóny (a Monaku, San Marinu a Vatikánu) vydávat omezený počet vlastních pamětních euromincí, ale pouze v hodnotě dvou eur. Mince jsou oběžné. V roce 2007 této možnosti využilo Německo, Lucembursko, Portugalsko, Monako, San Marino, Vatikán a Finsko.
Kromě těchto 7 národních mincí byla v roce 2007 vydána kolekce mincí jako připomínka 50 let od podepsání Římských smluv. Tyto mince vydalo tehdejších 13 států eurozóny - Belgie, Finsko, Francie, Irsko, Itálie, Lucembursko, Německo, Nizozemsko, Portugalsko, Rakousko, Řecko, Slovinsko a Španělsko.

## Přehled mincí
| Vydávající stát                                                                                                  | Událost                                      | Množství | Datum             | Popis |
| --- | -------------------------------------------- | --- | ----------------- | --- |
| Německo | Schwerinský zámek                            | 30 000 000 | 2. únor 2007      | Na minci je uprostřed zobrazen Schwerinský zámek a nápis „MECKLEMBURG–VORPOMMERN“ (česky Meklenbursko-Přední Pomořansko pod zámkem ve spodní části mince. Značka mincovny je nahoře a návrhářovy iniciály („HH“) jsou v dolní části. V dolní polovině mezikruží je napsáno „BUNDESREPUBLIK DEUTSCHLAND“ (Spolková republika Německo) a rok vydání je v horní polovině společně s dvanácti hvězdami.                                                                        |
| Lucembursko | Velkovévodský palác v Lucemburku             | 1 100 000 | 2. únor 2007      | Na minci je zobrazena podobizna velkovévody Henriho vpravo a velkovévodský palác vlevo. Rok vydání se nachází v levé části mince. Pod motivem je napsáno „LËTZEBUERG“ (lucembursky Lucembursko) a ve vnějším mezikruží se nachází 12 hvězd symbolizujících Evropskou unii. |
| Belgie Finsko Francie Irsko Itálie Lucembursko Německo Nizozemsko Portugalsko Rakousko Řecko Slovinsko Španělsko | 50 let od podepsání Římských smluv           | BE 5 000 000 FI 1 400 000 FR 9 400 000 IE 4 820 000 IT 5 000 000 LU 2 100 000 DE 30 000 000 NL 6 333 000 PT 2 000 000 AT 9 000 000 GR 4 000 000 SI 400 000 ES 8 000 000 | 25. březen 2007   | Všechny mince mají stejný vzhled - centrální motiv je otevřená kniha. V pozadí knihy je známá dlažba na římském náměstí Piazza del Campidogliona (autorem je Michelangelo), kde byly 25. března 1957 podepsány Římské smlouvy. Na mincích je vždy v národním jazyce napsáno „Římská smlouva – 50 let“ v horní části, „Evropa“ ve středu a jméno vydávající země v dolní části mince. Dalším rozpoznávacím prvkem jsou různé vlysy na bočních stranách nebo znaky mincoven. |
| Portugalsko | Předsednictví Portugalska Radě Evropské unie | 2 000 000 | 2. červenec 2007  | Ústředním motivem je korkový dub (Quercus Suber). Pod větvemi stromu je na levé straně mince státní znak Porgugalska a na pravé jméno státu rozdělené do tří řádků POR TU GAL. Po dolním obvodu vnitřní části mince je nápis PRESIDÊNCIA DO CONSELHO DA UE (portugalsky předsednictví Radě EU). |
| Monako | 25 let od úmrtí Grace Kelly                  | 20 001 | 12. červenec 2007 | V jádru mince je zobrazena Grace Kelly z profilu. Název státu MONACO, značka mincovny, rok vydání a značka vedoucího rytecké dílny jsou vyraženy na pravé polovině vnitřní části mince. Jméno autora mince je pod vlasy monacké kněžny. 12 hvězd evropské vlajky je umístěno na vnějším okraji mince. |
| San Marino | 200 let od narození Giuseppe Garibaldiho     | 130 000 | 9. říjen 2007     | Ve středu mince je vyobrazen Giuseppe Garibaldi, po obvodu vnitřní části mince je na levé straně vyraženo jméno státu SAN MARINO a rok vydání 2007 na pravé straně. Po obvodu vnitřní části jsou zároveň iniciály autora vzhledu mince: E.L.F. a značka mincovny „R“. Na vnějším mezikruží je 12 hvězd evropské vlajky. |
| Vatikán | 80 let od narození Benedikta XVI.            | 100 000 | 23. říjen 2007    | Ústředním motivem mince je busta papeže Benedikta XVI. Po obvodu vnitřní části mince je latinský text „BENEDICTI XVI P.M. AETATIS ANNO LXXX CITTA' DEL VATICANO“. Na minci jsou vyraženy i rok vydání, název vydávajícího státu, značka mincovny, iniciály rytce i autora mince. |
| Finsko | 90 let od vyhlášení finské nezávislosti      | 2 000 000 | 3. prosinec 2007  | Ústředním motivem je skupina 9 lidí v člunu, která dlouhými vesly vesluje na vodě. Na minci jsou dva letopočty: 2007 v horní části mince a v dolní části 1917. Mince zároveň obsahuje i označení země zkratkou FI a značku mincovny. Po obvodu mince je 12 hvězd evropské vlajky. |